# Olivia Stapp
Olivia Stapp, all'anagrafe Olivia Brewer (New York, 31 maggio 1940) è un soprano statunitense. Formatasi inizialmente come mezzosoprano, dalla metà degli anni settanta cantò principalmente come soprano drammatico; il New Grove Dictionary of Opera ha descritto la sua voce come "forte e flessibile" e "dalle tinte scure", ideale per il ruolo di Lady Macbeth nell'opera di Giuseppe Verdi.

## Biografia
Dopo gli studi al Wagner College di Staten Island si è specializzata con Oren Brown a New York e, grazie al Programma Fulbright, con Ettore Campogalliani a Mantova e Rodolfo Ricci a Roma, studiando in un primo momento come mezzosoprano. Fa il suo debutto nel 1960 come Beppe ne L'amico Fritz al Festival di Spoleto e, sempre in Italia, conosce il marito, il fisico Henry P. Stapp, con cui si trasferisce a Berkeley, accantonando temporaneamente la lirica. Sarebbe tornata a dedicarsi all'opera nel 1964, quando inaugura un sodalizion con la Deutsche Oper e la Volksoper Wien.
Nel 1972 debutta alla New York City Opera come eponima protagonista in Carmen. Nel 1973 è Jane Seymour accanto all'Anna Bolena di Beverly Sills alla New York City Opera. Nel 1974 canta ne Il console a New York nel ruolo di Magda. Nel 1975 avvia la carriera come soprano drammatico ed esordisce a Palermo come Lady Macbeth al Teatro Politeama. Nel 1976 è Lady Macbeth al Teatro Municipale di San Paolo, Sinaide nel Mosè in Egitto a Purugia e Iris a Napoli. Nel 1977 è la Medea di Cherubini al Teatro Comunale di Bologna, Elisabetta nella Maria Stuarda al Teatro Regio di Torino e Lady Macbeth al Teatro Municipal di Caracas e al suo debutto al Teatro dell'Opera di Roma. Nel 1978 è Cio Cio-San in Madama Butterfly al Teatro di San Carlo, Donna Anna nel Don Giovanni alla War Memorial Opera House e Santuzza in Cavalleria rusticana all'Opera di Chicago (dove è diretta da un giovane Riccardo Chailly). Nel 1979 è Lady Macbeth al Teatro Massimo Vincenzo Bellini e Minnie ne La fanciulla del West al Festival Puccini (dove torna a cantare come Turandot nel 1982, 1983 e nel 1989) ed esordisce alla Wiener Staatsoper come Santuzza.
Nel 1980 è Elettra e Minnie al Teatro dell'Opera di Roma, Lady Macbeth alla Deutsche Oper, Santuzza a San Francisco, Alaide ne La straniera a Catania e Anna Bolena nell'opera di Donizetti alla New York City Opera. Nel 1981 debutta al Gran Teatro La Fenice come Elettra nell'Idomeneo e al Gran Teatre del Liceu come Elvira in Ernani; nello stesso anno è Lady Macbeth al Kennedy Center e Adalgisa in Attila alla Opernhaus Zürich. Nel 1982 debutta al Metropolitan Opera House come Lady Macbeth, diretta da James Levine, torna a San Francisco come Abigaille in Nabucco, a Vienna come Elettra nell'opera di Strauss, al Théâtre du Châtelet come Lady Macbeth ed esordisce all'Opera Nazionale di Washington, rimpiazzando all'ultimo momento l'indisposta Shirley Verrett nel ruolo di Tosca. Nello stesso anno è Aida al Macerata opera festival. Nel 1983 debutta al Teatro alla Scala come Turandot (accanto a Franco Bonisoli e Katia Ricciarelli), è Abigaille al Teatro Regio di Torino, Norma a Cosenza e Amelia in Un ballo in maschera a Piacenza. Nel 1984 si alterna a Joan Sutherland nell'Anna Bolena a San Francisco, è Elisabetta in Roberto Devereux alla New Jersey State Opera, Tosca a Pisa, Manon Lescaut a Ravenna, Norma a Vancouver, Maddalena nell'Andrea Chénier a Piacenza e canta come Elettra nell'Idomeneo alla Scala e nell'opera di Strauss al Metropolitan.
Nel 1985 è Norma alla New York City Opera, Hélène ne I vespri siciliani a Genova, Turandot alla Scala e Tosca al Metropolitan accanto a Plácido Domingo. Nel 1986 è Lady Macbeth al Gran Teatro La Fenice. Nel 1987 è Tosca a San Francisco e Nizza, Turandot a Bari ed Hélène a Bonn. Nel 1988 è Lady Macbeth al Metropolitan, dove canta per l'ultima volta l'anno seguente come Giorgietta ne Il tabarro.
Nel 1990 è Abigaille al Luglio Musicale Trapanese e Turandot al Teatro antico di Taormina. Nel 1991 vince il Premio Vissi d'Arte.
Dopo il ritiro dalla scene dirige il Festival Opera di Walnut Creek dal 1995 al 2001, per poi dedicarsi alla regia di numerose opere liriche.

## Discografia (parziale)
- 1975 - Cyrano de Bergerac - William Johns, Ezio Di Cesare, Antonio Blancas; dir. Maurizio Arena. Opera d'Oro (OPD-1411)